# Laurent Casimir
Pour les articles homonymes, voir Casimir.
Laurent Casimir est un peintre haïtien né le 8 mai 1928 à l'Anse-à-Veau et mort en 1990.

## Biographie
Casimir s'installe à Port-au-Prince à la fin des années 1940 et il est présenté au Centre d'Art en 1947 par son ami, le peintre Dieudonné Cédor. De 1950 à 1956, il fréquente le Foyer des Arts Plastiques, fondé par un groupe d'intellectuels et d'artistes modernes, incluant Cédor.
Casimir fut l'un des instigateurs d'un archétype haïtien, la peinture de marché, qu'il peint en utilisant divers tons de rouge, d'orange et de jaune. Son style ayant été souvent imité, il est difficile de confirmer l'authenticité des toiles qui portent son nom.